# فايلار دي رينا
بلدية فايلار دي رينا (بالإسبانية: Villar de Rena)‏, هي إحدى بلديات مقاطعة بطليوس, التي تقع في منطقة إكستريمادورا, والتي تقع في غرب إسبانيا.
يبلغ عدد سكانها 1.627 نسمة وفقاً لإحصائية سنة (2002).